# Glendale (Colorado)
Glendale város az USA Colorado államában. Lakosainak száma 4613 fő (2020. április 1.).

## Népesség
A település népességének változása:

| 2010 | 4 184 |
| 2020 | 4 613 |